# Trichilogaster pendulae
Trichilogaster pendulae is een vliesvleugelig insect uit de familie Pteromalidae. De wetenschappelijke naam is voor het eerst geldig gepubliceerd in 1905 door Mayr.